# Ubu in Ketten

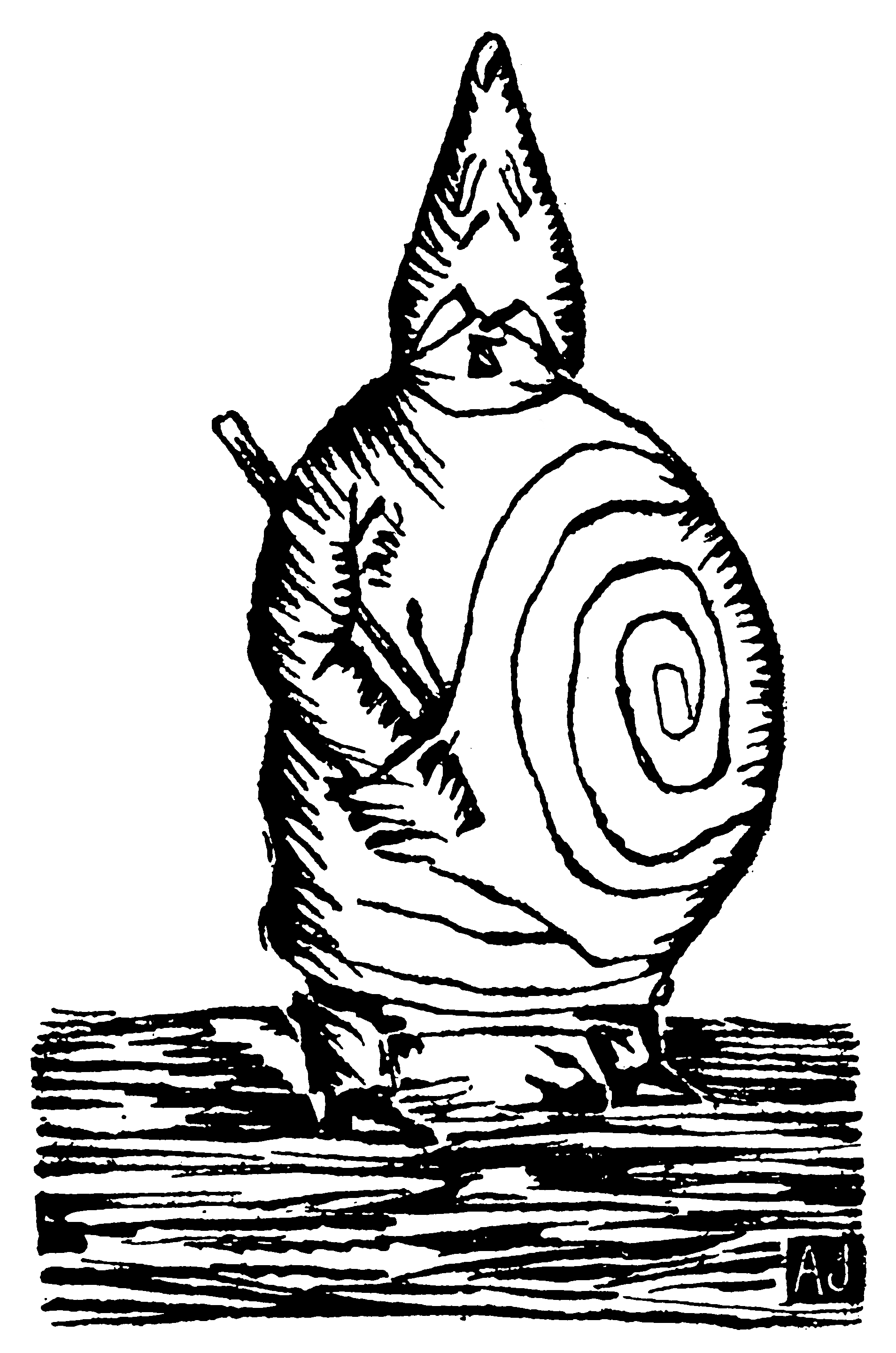
Père Ubu in einer Zeichnung von Alfred Jarry

Ubu in Ketten (frz. „Ubu enchaîné“) ist ein Drama in fünf Akten des französischen Schriftstellers Alfred Jarry und stellt neben König Ubu und Ubu Hahnrei den dritten Teil seiner 1899 entworfenen und 1900 publizierten Ubu-Trilogie dar. Das Stück wurde erst  am 22. September 1937, 30 Jahre nach dem Tode des Autors, in der Comédie des Champs-Elysées in Paris uraufgeführt. Die Bühnenbilder stammten von Max Ernst.

## Inhalt
Ubu in Ketten ist als Fortsetzung und in weiten Teilen als Wiederaufnahme von Jarrys Skandalerfolg König Ubu konzipiert. Protagonist ist erneut der feige, gefräßige, rücksichtslos egomanische Père Ubu, der – nunmehr in Frankreich angelangt – seinen royalen Ambitionen entsagt und stattdessen aktiv und bewusst seine Selbstdegradierung zum Sklaven betreibt.
Dieses Ziel verfolgt er mit der gleichen Radikalität und Rücksichtslosigkeit, die ihn bereits während seiner Tyrannis in Polen (vgl. König Ubu) ausgezeichnet hat. So geht es bei den von ihm offerierten Dienstleistungen vorrangig um „Enthirnung“, „Verdrehen der Nase“ oder das „Einführen eines kleinen Holzstücks in die Ohnen“, wofür er zudem ein nicht geringes Entgelt berechnet. Folgerichtig wird Ubus Suche nach einem „Herrn“ problematisch und führt schließlich zum Massaker an dem harmlosen (und im Übrigen später wiederbelebten) Pissembock. Nachdem Père und Mère Ubu dessen ohnmächtige Nichte Éleuthère entführt und sich Pissembocks Besitzes inklusive seines Hauses bemächtigt haben, richten sie dort eine Terrorherrschaft unter der Devise „Hier befehlen nur die Sklaven“ ein. Bald jedoch werden sie für ihre Verbrechen zur Rechenschaft gezogen, von der französischen Justiz verurteilt und in den Kerker geworfen, was die Ubus allerdings weniger als Strafe denn als Aufstieg und stufenweise Verwirklichung ihrer Sklavenambitionen ansehen.
Die Wirkung dieser semantischen „Umdeutung“ der Sklaverei durch die Ubus (Ketten, Halseisen und Bleikugel werden zu ehrwürdigen Attributen; das Gefangensein zum Luxus und Inbegriff der Freiheit) ist derart groß, dass sie eine Armee von Sträflingen hinter sich versammeln, die aus dem Kerker hinaus und auf die Galeeren des türkischen Sultans drängen, um als Galeerensklaven gleichsam den höchsten „Dienstgrad“ der Sklaverei zu erreichen. Während sich Père Ubu, der mittlerweile als umjubelter König gefeiert wird, also mit seiner Sträflingsarmee zum Bosporus aufmacht, bleibt Mère Ubu im Kerker zurück, wird jedoch schließlich von der anrückenden Armee der „Freien“ vertrieben.
In „Sklavonien“ kommt es schließlich zur Schlacht zwischen den beiden Heeren. Die Ubus können sich in deren Verlauf zum Bosporus retten, allerdings weigert sich der Sultan, den gefürchteten Père Ubu (der sich mittlerweile als dessen verlorener Bruder erwiesen hat) in seinem Land aufzunehmen und lässt ihn stattdessen mit unbestimmtem Ziel verschiffen. Auf Mère Ubus Vorwurf hin, dass selbst Ubus Plan eines unterwürfigen Sklavendaseins eklatant gescheitert sei, da letztlich niemand mehr sein Herr sein wollte und er gar als König gefeiert wurde, antwortet dieser: „Ich beginne zu begreifen, dass mein Wanst größer und meiner Sorge würdiger ist als die ganze Welt. Fortan werde ich ausschließlich ihm dienen.“ Unter diesen Auspizien also reisen die Ubus am Ende des Stücks in ein noch unbekanntes Land, das jedoch „sicherlich außergewöhnlich genug ist, um unserer würdig zu sein.“

## Deutungsansätze
Wie bereits aus der Inhaltssynopse ersichtlich, handelt es sich bei dem Stück um eine Wiederaufnahme von König Ubu mit umgekehrten Vorzeichen. Die Stücke sind weitgehend strukturanalog, wobei sich lediglich die semantische Besetzung der einzelnen strukturellen Bereiche verschiebt (Tyrannis-Sklaverei, Palast-Kerker etc.). Auch die formale Umsetzung ist durchaus mit der in König Ubu vergleichbar: parodistische Elemente, Sprachkomik und karnevaleske Motive sind in dem Stück ebenso markant vertreten, Jarrys a-mimetische Theaterästhetik ebenso dominant.
Somit muss die genuine kreative Leistung des Stücks auf anderen Ebenen gesucht werden. Hier wäre zum einen die  Dekonstruktion einer normativen „Freiheitsideologie“ zu nennen, wie sie durch die lächerlichen „trois hommes libres“ verkörpert wird, deren fanatisch verteidigte „Freiheit“ nur mehr in einem dogmatisch betriebenen, konsequent eingeübten Ungehorsam besteht. In diesem Zusammenhang muss auch Ubus radikale Umdeutung des Begriffs der Sklaverei verstanden werden:
„Ich bin Sklave, Potz Wampenhorn! Niemand wird mich hindern, meine Sklavenpflicht zu tun. Ich werde mitleidlos dienen. Tödtet, enthirnt!“
Anhand dieser beiden Motive (Freiheit als Zwang zum Ungehorsam; Sklaverei als radikale Selbstermächtigung) macht das Stück deutlich, in welchem Maße gerade Begriffe, die im politischen und gesellschaftlichen Diskurs so wirkmächtig sind, wie jene der „Freiheit“ und der „Sklaverei“ bloße Setzungen sind, die beliebig instrumentalisiert und in ihrer Funktion ad absurdum geführt werden können.
Durch das Aufzeigen der wechselseitigen Durchdringung der beiden Begriffe (vergleiche auch die Feststellung „La liberté, c’est l’esclavage“; „Die Freiheit ist die Sklaverei“) und des Zusammenhangs ihrer jeweiligen Bedeutung mit konkreten gesellschaftlichen Machtstrukturen wirft das Stück Fragen auf, die an Aktualität keineswegs eingebüßt haben.
Des Weiteren ist auffällig, dass Ubu in Ketten in noch höherem Maße als König Ubu zur Selbstreferentialität und Metatheatralität tendiert. So beginnt das Stück mit Ubus Weigerung, „das Wort“ (i. e. das berühmte merdre, eine Verballhornung aus merde = Scheiße; vgl. König Ubu) auszusprechen, da es ihm (dem Protagonisten – oder dem Autor?) zu viele Unannehmlichkeiten eingebracht habe. Im zweiten Akt bemerkt er zum Gebrauch der Klosettbürste, er habe sich ihrer zwar als König bedient, um kleine Kinder zum Lachen zu bringen, mittlerweile aber feststellen müssen, dass das, was kleine Kinder zum Lachen bringt, Erwachsenen Angst zu machen vermag – was im Subtext unzweideutig als Autorenkommentar gelesen werden kann. Das Stück reflektiert also beständig die Bedingungen seines eigenen Entstehens und befördert so eine Vermengung von fiktionaler und lebensweltlicher Ebene.
Ubu in Ketten kann als Ergänzung zu König Ubu gelesen werden, die durch die chiastische Verschränkung der Struktur und der Semantik der beiden Stücke auch das Erstere in neuem Licht erscheinen lassen kann.

## Ausgabe
- Alfred Jarry: König Ubu / Ubu Hahnrei / Ubu in Ketten, dtv (1984) ISBN 3-423-05426-3.